# Já na druhou
Já na druhou (v anglickém originále Me2) je šestá epizoda první série britského kultovního sci-fi seriálu Červený trpaslík. Poprvé byla vysílána na kanálu BBC2 21. března 1988.

## Děj epizody
Rimmer se odstěhuje ke svému dvojníkovi do vedlejší kajuty. Během stěhování objeví Lister kazetu se záznamem Rimmerovy smrti, překvapí ho Arnieho poslední slova, která znějí „polévka gazpacho“. Oba Rimmerové jsou zpočátku nadšeni z toho, že mohou bydlet spolu. To však netrvá dlouho, začnou se nenávidět, ačkoliv jsou vlastně jeden člověk. Lister se rozhodne, že jednoho Rimmera vypne. Rozpočítáváním dojde k tomu, že to bude původní Rimmer. Ten se dostaví do řídícího centra v parádní uniformě a po několika holografických panácích se v očekávání brzkého konce před Listerem a Kocourem rozhovoří o největším pokoření svého života: byl pozván ke kapitánovu stolu, jako první chod se podávala polévka gazpacho a neinformovaný Rimmer si ji nechal ohřát, čímž vyvolal salvy smíchu a už nikdy ke kapitánovu stolu pozván nebyl. Nakonec dojde Rimmer k závěru, že je naprostá nula a požaduje, aby ho Lister okamžitě vypnul. Ten mu oznámí, že už vypnul druhého Rimmera.

## Kulturní reference
- Lister a Kocour se dívají v lodním kině na animovaný film (velká opice po komsi střílí z pistole), když přijde Rimmer 2 a zeptá se, na co se dívají, prohlásí Dave, že je to Občan Kane od Orsona Wellese.
- Dramatický záznam Rimmerovy smrti připomíná scénu z filmu Občan Kane, ve které hlavní hrdina, Charles Foster Kane, umírá a pronáší své poslední slovo „Rosebud“, kolem něhož se pak točí celý film.
- Ve svém deníku Rimmer píše, že doufá, že se tento zařadí po bok „Napoleonových válečných deníků“ a „Pamětí Julia Caesara“.
- Holly si z Listera vystřelí a jeho tvář je zakryta legrační maskou Groucha Marxe.